# Rubiscoline
Die Rubiscoline sind eine Gruppe von Opioidpeptiden, die bei der Verdauung des Proteins Ribulose-1,5-bisphosphat-carboxylase/-oxygenase (RuBisCo) von Spinatblättern entsteht.

## Wirkungsweise
Die Rubiscoline imitieren die Effekte von Opioiden, weshalb sie psychisch aktiv sind. Sie sind den Gluten-Exorphinen (Gliadorphine) sehr ähnlich. Ihr Einfluss auf die psychische Verfassung ist noch nicht vollständig geklärt, beziehungsweise wird er sehr kontrovers diskutiert (siehe Gfcf-Ernährung). Die Rubiscoline binden an den δ-Opioidrezeptor und haben einen analgetischen (schmerzlindernden) Effekt. Zudem stimulieren sie die Gedächtnisbildung. 2007 wurden im Tiermodell angstlösende Eigenschaften von Rubiscolin-6 festgestellt.

## Typen der Rubiscoline
Bisher sind zwei Typen von Rubiscolinen bekannt.

### Rubiscolin-5
- Peptidsequenz: H-Gly-Tyr-Tyr-Pro-OH
- Summenformel: C30H45N5O9
- Molare Masse: 619,70 g·mol−1

### Rubiscolin-6
- Peptidsequenz: H-Gly-Tyr-Tyr-Pro-Thr-OH
- Summenformel: C39H54N6O10
- Molare Masse: 766,87 g·mol−1